# Quân chủ Vương quốc Liên hiệp Anh và Bắc Ireland
Chế độ quân chủ Vương quốc Liên hiệp, thường được gọi chế độ quân chủ Anh, là chế độ quân chủ lập hiến của Vương quốc Liên hiệp Anh và Bắc Ireland và Lãnh thổ hải ngoại thuộc Anh. Các quân vương còn được gọi là "Quốc vương" và "Nữ vương". Quân vương hiện nay là Quốc vương Charles III, từ ngày 8 tháng 9 năm 2022.
Quân vương và vương thất đảm nhận nhiều nghi thức khác nhau, nghi lễ, ngoại giao và tượng trưng sự tôn kính. Như chế độ quân chủ lập hiến, quân vương có chức năng phi đảng phái, trao tặng huân huy chương và bổ nhiệm Thủ tướng. Quân vương theo truyền thống là Tổng Tư lệnh của Lực lượng Vũ trang Vương quốc Liên hiệp Anh và Bắc Ireland. Cho dù quyền hành pháp chính thức thuộc về Chính phủ Anh nhưng vẫn thường và phải qua đặc quyền của quân vương, quyền hạn này có thể chỉ sử dụng theo định luật ban hành bởi Quốc hội Anh và trên thực tế trong phạm vi của quy ước và chuẩn mực.
Chế độ quân chủ Anh có nguồn gốc từ những vương quốc nhỏ Scotland và Anglo-Saxon, sau đó hợp thành vương quốc Anh và Scotland trong thế kỷ X. Năm 1066 quân vương cuối cùng của Anglo-Saxon Harold Godwinson đã bị giết chết trong cuộc chinh chiến người Norman, người Norman đã chiến thắng và lãnh đạo người Norman William Nhà chinh phạt trở thành quân vương Anh.
Trong thế kỷ XIII, xứ Wales một công quốc trở thành nhà nước trực thuộc của Vương quốc Anh, với Đại Hiến chương bắt đầu quá trình giảm quyền lực chính trị của vua Anh.
Từ năm 1603, khi vua Scotland James VI thừa kế ngai vàng Anh và trở thành James I xứ Anh sau cái chết của Elizabeth I, cả vương quốc Anh và vương quốc Scotland đã được cai trị bởi một quân vương duy nhất. Từ 1649-1660, các truyền thống của chế độ quân chủ đã bị phá vỡ bởi chính quyền cộng hòa Anh, dẫn tới cuộc chiến của 3 vương quốc. Đạo luật Kế vị 1701 được thông qua và đến nay vẫn còn hiệu lực, loại trừ mọi tín đồ Công giáo La Mã có thể kế vị ngai vàng. Năm 1707, Đạo luật Hợp nhất Ngai vàng giữa Scotland và Anh được thông qua và cả hai quốc gia sẽ có tên gọi chung là Vương quốc Anh (Kingdom of Great Britain), và tới năm 1801, Vương quốc Ireland cũng được sáp nhập và hình thành Vương quốc Liên hiệp Anh và Ireland. Các quân vương Anh trở thành người đứng đầu trên danh nghĩa của toàn Đế quốc Anh.
Trong những năm 1920, 5/6 của Ireland ly khai khỏi Vương quốc Liên hiệp và Nhà nước Tự do Ireland ra đời. Với Tuyên bố Balfour 1926, tất cả các quốc gia tự trị trở nên bình đẳng hơn trong "Thịnh vượng chung Anh". Sau khi kết thúc Thế chiến 2, hầu hết các thuộc địa Anh đều giành lấy độc lập, kết thúc thời kỳ đế quốc của Anh. George VI và người kế vị ông, Nữ vương Elizabeth II, được thông qua là người đứng đầu của khối thịnh vượng chung như biểu tượng tự do và liên kết với các quốc gia độc lập.
Vương quốc Anh và 14 chủ thể trong khối thịnh vượng chung có một quân vương duy nhất, các quốc gia này được gọi là Vương quốc Thịnh vượng chung. Thuật ngữ quân chủ Anh và quân vương Anh thường vẫn được sử dụng trong các tài liệu tham khảo cho cá nhân và tổ chức; tuy nhiên mỗi quốc gia có những danh hiệu và tước hiệu dành cho quân vương khác nhau.

## Hiến pháp
Trong quy định của Hiến pháp Anh, quân vương (được gọi là Bậc Tối cao hoặc "Bệ hạ") là nguyên thủ quốc gia. Các thành viên chính phủ buộc phải trung thành với quân vương và những người kế thừa hợp pháp.God Save the King/Queen (Chúa phù hộ Quốc vương/Nữ vương) là quốc ca của Vương quốc Anh chân dung của quân vương xuất hiện trên tem bưu chính, tiền xu và tiền giấy.
Quân vương ít tham gia trực tiếp vào Chính phủ, quyết định thi hành tối cao được trao cho quân vương, bởi các đạo luật và quy ước, tới Thủ tướng hoặc văn phòng Nội các, hoặc các cơ quan công cộng, đặc quyền cá nhân của quân vương. Do đó biện pháp can thiệp nhà nước nhân danh quân vương và kế vị quân vương dù là cá nhân thực hiện bởi quân vương, như tiếng nói quân vương và khai mạc Nghị viện, phụ thuộc vào mỗi cơ quan khác nhau:
- Quyền lập pháp là quyền của Quân vương tại Quốc hội, với sự tư vấn và chuẩn thuận từ Quốc hội.
- Quyền hành pháp là quyền của Quân vương tại Chính phủ, bao gồm Thủ tướng và Nội các, về mặt kỹ thuật là Ủy ban của Hội đồng Cơ mật. Quân vương có quyền chỉ huy Lực lượng Vũ trang và nhận tin tình báo từ nước ngoài trước cả Thủ tướng.
- Quyền tư pháp là quyền của Quân vương tại Tòa án, trao cho Quân vương quyền chỉ huy ngành tư pháp theo hiến định và pháp luật, độc lập với chính phủ.
- Quân vương là lãnh tụ tối cao của Giáo hội Anh.

Vai trò của Quân vương có chức năng và nhiệm vụ phi đảng phái. Nhà văn Walter Bagehot đã xác nhận chế độ quân chủ lập hiến năm 1867 chỉ mang tính chất "danh dự" và không thực sự cai trị.

### Bổ nhiệm Thủ tướng
Trong bất cứ khi nào cần thiết, Quân vương có thể chỉ định Thủ tướng mới. Luật bất thành văn dựa theo hiến định, quân vương chỉ định Thủ tướng là người xứng đáng và được Viện Thứ dân ủng hộ, thường là lãnh đạo đảng đa số hoặc liên minh đa số trong viện. Thủ tướng nhậm chức phải có sự hiện diện và chứng thực của Quân vương trong các cuộc hội kiến riêng, sau khi được chấp thuận "hôn tay" Quân vương, người này chính thức trở thành Thủ tướng mà không cần có bất cứ thủ tục hoặc văn kiện nào.
Quốc hội treo là quốc hội không có đảng hoặc phe liên minh nào chiếm đa số, khi này Quân vương có quyền bổ nhiệm Thủ tướng, và thường người này sẽ là lãnh đạo của các đảng có số ghế lớn nhất. Từ năm 1945 tới nay chỉ có 2 Quốc hội treo. Quốc hội treo đầu tiên xuất hiện sau cuộc tổng tuyển cử 1974, khi đó Lãnh đạo Công đảng Harold Wilson được bổ nhiệm làm Thủ tướng sau khi Edward Heath từ chức lãnh đạo đảng Bảo thủ sau khi thất bại trong việc đàm phán liên minh. Mặc dù Công đảng do Wilson lãnh đạo không chiếm đa số, nhưng lại là đảng lớn nhất với 301 ghế so với 297 ghế của Đảng Bảo thủ. Quốc hội treo thứ 2 xuất hiện vào năm 2010 sau cuộc tổng tuyển cử cùng năm, trong đó đảng Bảo thủ và Dân chủ Tự do đồng ý thành lập chính phủ liên minh đầu tiên từ năm 1945để giải quyết Quốc hội treo.

### Giải tán Quốc hội
Năm 1950, thư ký riêng của quân vương viết trên The Times khẳng định hội nghị lập hiến: theo nguyên tắc Lascelles, nếu một chính phủ thiểu số yêu cầu giải tán Quốc hội để kêu gọi bầu cử sớm thay đổi vị thế, Quân vương có quyền từ chối. Khi Thủ tướng Wilson yêu cầu giải tán Quốc hội cuối năm 1974, Nữ vương Elizabeth II đã chấp thuận lời đề nghị vì Heath đã thất bại trong việc đàm phán liên minh. Cuộc tổng tuyển cử tháng 10/1974 đã mang lại cho Công đảng do Wilson lãnh đạo chiếm đa số (319 ghế, khi quá bán là 318 ghế). Quân vương theo lý thuyết có thể bãi nhiệm Thủ tướng vì họ thất bại trong bầu cử, qua đời hoặc từ chức. Vị quân vương cuối cùng bãi nhiệm Thủ tướng là William IV, người đã bãi nhiệm Huân tước Melbourne năm 1834. Năm 2011, đạo luật Kỳ hạn Quốc hội loại bỏ quyền giải tán Quốc hội của Quân vương.

### Đặc quyền Hoàng gia
Một vài quyền hành pháp cai trị về mặt lý thuyết và trên danh nghĩa được trao cho Quân vương và được coi là đặc quyền vương thất. Quân vương được hành động trong giới hạn của quy ước và điều lệ, thi hành đặc quyền theo tư vấn của bộ trưởng chịu trách nhiệm trước Nghị viện, thường thông qua Thủ tướng hoặc Hội đồng Cơ mật. Trên thực tế đặc quyền là sự thi hành của Thủ tướng, và không phải Quốc vương, có kiểm soát. Quân vương tiếp kiến Thủ tướng hàng tuần. Biên bản ghi chép cho cuộc tiếp kiến được giữ bí mật. Quân vương có thể bày tỏ quan điểm của mình, như được hiến định, và cuối cùng phải chấp nhận quyết định của Thủ tướng và Nội các (miễn là được Quốc hội ủng hộ). Bagehot nói "Quân vương trong chế độ quân chủ lập hiến...có tam quyền, quyền được thảo luận, quyền phải ủng hộ, quyền phải cảnh cáo".
Mặc dù đặc quyền rộng rãi và nghị viện tán thành là không chính thức yêu cầu sự thi hành, và bị giới hạn. Nhiều đặc quyền đã bị loại bỏ hoặc chuyển cho Quốc hội. Ví dụ các quân vương không có áp đặt và thu thuế mới, một hành động như vậy đòi hỏi sự chấp thuận từ Quốc hội. Theo báo cáo của Quốc hội "Quânhvương ể sáng chế đặc quyền mới", và Quốc hội có quyền gạt một đặc quyền bằng cách thông qua luật pháp.
Đặc quyền Vương thất bao gồm quyền hạn để bổ nhiệm và miễn nhiệm các bộ trưởng, kiểm soát dịch vụ dân sự, vấn đề hộ chiếu, tuyên chiến, giảng hoà, điều khiển hành động của quân đội, và thương lượng và phê chuẩn hiệp ước, các liên minh, và thoả thuận quốc tế. Tuy nhiên các hiệp ước không thể thay đổi luật của nước Anh, một đạo luật của Quốc hội cần thiết trong trường hợp như vậy. Quân vương là Tổng tư lệnh của lực lượng vũ trang (Hải quân Vương thất, Quân đội Vương thất, và Không quân Vương thất), ủy nhiệm Cao ủy Anh và các đại sứ, và nhận quốc thư từ đại sứ các nước.
Ngoài ra còn có đặc quyền triệu tập Quốc hội. Mỗi phiên họp được bắt đầu bằng giấy triệu tập của quân vương. Các phiên họp mới còn đánh dầu bằng đại lễ khai mạc Quốc hội, khi đó vua sẽ đọc diễn văn khai mạc từ ngôi vua trong Viện Quý tộc, phác thảo chương trình nghị sự lập pháp của chính phủ. Tạm ngừng phiên họp Quốc hội thường xảy ra trong khoảng 1 năm bắt đầu, và chính thức kết thúc phiên họp. Giải thể nhiệm kỳ Quốc hội và theo sau là cuộc tổng tuyển cử toàn bộ ghế trong Viện Thứ dân. Một cuộc tổng tuyển cử thường được tổ chức 5 năm sau khi có đạo luật Kỳ hạn Quốc hội 2011, nhưng có thể được tổ chức sớm hơn khi Thủ tướng mất khả năng lãnh đạo hoặc 2/3 hạ viện bỏ phiếu chấp thuận tổng tuyển cử sớm.
Trước khi dự thảo luật chính thức được công bố, sự chấp thuận của quân vương là bắt buộc. Theo lý thuyết các dự thảo có thể được tán thành hoặc bác bỏ, chuyển lại, nhưng kể từ năm 1707 yêu cầu chấp thuận là bắt buộc.
Quân vương có mối quan hệ phân cấp với chính quyền Scotland, xứ Wales, Bắc Ireland. Quân vương bổ nhiệm Bộ trưởng thứ nhất của Scotland thông qua sự đề cử của Nghị viện Scotland, Bộ trưởng thứ nhất của xứ Wales thông qua sự đề cử của Quốc hội xứ Wales. Tại Scotland, vua hoạt động theo sự tư vấn của Chính phủ Scotland. Tuy nhiên tại xứ Wales thì hạn chế hơn, vua hoạt động theo của Thủ tướng và Nội các Vương quốc Liên hiệp. Quân vương có thể bác bỏ mọi đạo luật được thông qua bởi Nghị viện Bắc Ireland nếu nó được coi là trái với Hiến pháp bởi Ngoại trưởng Bắc Ireland.
Quân vương được coi là "nguồn sống của tư pháp", mặc dù quân vương không quyết định cá nhân trong trường hợp xét xử, chức năng xét xử được thực hiện dưới tên của quân vương. Chẳng hạn như, bên nguyên được thay mặt vua, và án có quyền hành của họ từ Vương miện. Việc phổ biết luật pháp cho rằng quân vương hng bao giờ sai trái"; vuaquân vương ng thể bị truy tố vì tội hình sự. Tố tụng theo đạo luật Vương miện kiện tụng năm 1947 cho phép vụ án dân sự chống lại Ngôi vua trong các khả năng công cộng (nghĩa là, vụ kiện chống lại chính phủ), nhưng không có vụ kiện chống lại cá nhân quân vương.
Quân vương sử dụng "đặc quyền khoan dung", được dùng để ân xá cho kẻ phạm tội hoặc giảm án.
Quân vương là "nguồn sống của danh dự", nguồn gốc tất cả danh dự và huân chương ở Vương quốc Anh. Ngôi vua tạo ra tất cả giới quý tộc, bổ nhiệm thành viên huy chương phong cách hiệp sĩ (Hiệp sĩ), ban cho tước hiệp Hiệp sĩ và danh hiệu khác. Mặc dù giới quý tộc và hầu hết mọi huân chương khác được cấp theo sự tư vấn của Thủ tướng, một số huân chương được xem là món quà cá nhân của Quân vươngà không buộc phải nghe theo sự tư vấn cấp bộ. VuaQuântvương  mình bổ nhiệm Huân chương Garter (Order of the Garter), Huân chương Hoa Kế (Order of the Thistle), Huân chương Vương thất Victoria (Royal Victorian Order) và huân chương Công Lao (Order of Merit).

## Vai trò tôn giáo
Quân vương là lãnh tụ tối cao chính thức của Giáo hội Anh. Tổng giám mục và giám mục được quân vương bổ nhiệm theo sự tư vấn của Thủ tướng được chon lựa theo danh sách các ứng viên được Ủy ban Giáo hội cung cấp. Vai trò quân vương trong Giáo hội chỉ trên danh nghĩa, giáo sĩ cấp cao nhất Tổng giám mục của Canterbury là lãnh đạo tinh thần của Giáo hội và cộng đồng Anh giáo toàn thế giới. Quân vương có lời hứa bảo toàn Giáo hội Scotland và chỉ định Huân tước Cao ủy cho Tổng Hội Giáo hội Scotland, mặt khác không đóng vai trò cai quản và không có quyền hành. Vua không đóng vai trò chính thức bãi bỏ thiết lập tại Giáo hội xứ Wales và Giáo hội Ireland.

## Kế vị
Quan hệ giữa Vương quốc Khối thịnh vượng chung là sự thay đổi bất cứ việc gì liên quan đến kế vị đòi hỏi sự đồng thuận của tất cả các vương quốc. Sự kế vị chịu sự chi phối của các đạo luật bộ luật về quyền 1689 (Bill of Rights), đạo luật kế vị 1701 (Act of Settlement), đạo luật Liên minh 1707 (Acts of Union). Các đạo luật chỉ được thay đổi bởi một đạo luật của Quốc hội; người không thể bỏ quyền thừa kế của mình. Đạo luật kế vị quy định việc kế vị chỉ cho các hậu duệ hợp pháp theo đạo Tin lành của Sophia của Hanover (1630-1714), cháu gái James I.
Sau khi vua qua đời, ngay lập tức Thái tử trở thành quân vương ngay lập tức (nên mới có cụm từ "Quốc vương băng hà. Quốc vương vạn tuế." (tiếng Anh: The King is dead. Long live the King!) và sự lên ngôi sẽ được thông báo công khai bởi Hội đồng đăng cơ tại Điện St James's. Quân vương được trao vương miện tại Westminster Abbey do Tổng giáo mục Canterbury phụ trách. Một lễ đăng quang chỉ mang tính chất lễ nghi diễn ra, buổi lễ thường diễn ra sau vài tháng khi chuẩn bị cho lễ tang của quân vương tiền nhiệm và chuẩn bị cho buổi lễ đăng cơ.
Sau khi một cá nhân lên ngôi người đó sẽ nằm quyền đến khi mất. Sự thoái vị tự nguyện khi, Edward VIII đã phải ủy quyền Quốc hội thông qua văn kiện đặc biệt, Văn kiện Tuyên bố Thoái vị của Quân vương 1936. Vị vua cuối cùng bị truất phế là vua James II người đã lưu vong năm 1688 sau cách mạng Vinh quang.

### Hạn chế giới tính và tôn giáo
Việc kế thừa phần lớn được truyền trưởng nam như tại Nhật Bản, Thái Lan hay các nước châu Á khác. Ngày 28/10/2011 cuộc họp chung giữa Thủ tướng Anh David Cameron và các thủ tướng của 16 vương quốc khối thịnh vượng chung đã tuyên bố xóa bỏ quy tắc dòng nam, theo đó bất cứ ai cũng có thể nối ngôi miễn là trưởng, không xác định giới tính. Hội nghị cũng đồng ý quân vương tương lai cũng không bị cấm kết hôn với người Công giáo La Mã kể từ đạo luật kế vị 1701. Kể từ khi quân vương cũng là lãnh đạo của Giáo hội Anh, pháp luật vẫn ngăn cấm việc kết hôn với người công giáo. Việc thay đổi được chấp thuận được Hoàng gia ngày 25/4/2013 và đã được áp dụng tháng 3/2015 sau khi cũng được phê chuẩn tại các vương quốc thịnh vượng chung.
Chỉ có người theo Tin lành mới được kế vị. Tất cả người Công giáo đều bị cấm. Một người bị vô hiệu hóa kế vị khi "qua đời" cho mục đích kế vị, và truất quyền không mở rộng tới hậu duệ của người đó.

### Nhiếp chính
Trường hợp nhiếp chính xảy ra trong trường hợp quân vương không đủ tuổi thành niên, chưa đủ khả năng hay tinh thần. Người nhiếp chính là người kế tiếp trong dòng nối ngôi, trừ khi chính họ là người không đủ khả năng hay tinh thần hoặc đủ tuổi thành niên. Văn kiện đặc biệt được Nữ vương Elizabeth II ban bố trong Luật Kế vị 1953 trong đó quy định Công tước xứ Edinburgh (chồng Nữ vương Elizabeth II) sẽ là người sẽ nhiếp chính trong các trường hợp bà không thể thực hiện quyền của Quân vương. Các điều khoản quy định việc này đã không còn hiệu lực vào ngày 9 tháng 4 năm 2021, sau cái chết của ông.
Trong lúc Quân vương vắng mặt tạm thời, quyền lực tạm thời được ủy quyền Cố vấn Nhà nước, người hôn phối với quân vương và 4 người con đầu của quân vương. Các cố vấn Nhà nước hiện nay là: Camilla, Vương hậu Anh, Thân vương xứ Wales, Công tước xứ Sussex, Công tước xứ York và Vương tôn nữ Beatrice.

### Danh sách người kế vị
Sáu thứ tự đầu tiên trong hàng kế vị Anh:
- Vua George VI (1895–1952)
  -  Nữ vương Elizabeth II (1926–2022)
    -  Vua Charles III (s. 1948) 
      - (1) William, Thân vương xứ Wales (s. 1982) 
        - (2) Vương tôn George xứ Wales (s. 2013)
        - (3) Vương tôn nữ Charlotte xứ Wales (s. 2015)
        - (4) Vương tôn Louis xứ Wales (s. 2018)

      - (5) Vương tử Harry, Công tước xứ Sussex (s. 1984) 
        -  (6) Archie Mountbatten-Windsor (s. 2019)

## Tài chính
Cho đến năm 1760 tất cả chi phí của quân vương đều từ lợi nhuận doanh thu di truyền, bao gồm cả Crown Estate (công ty đầu tư bất động sản Hoàng gia). Vua Geogre III đồng ý từ bỏ doanh thu di truyền của Ngôi vua để đổi lấy tiền nghị viện cấp cho hoàng gia Anh hàng năm, và sự sắp xếp này tiếp tục kéo dài cho đến năm 2012. Tiền trợ cấp Tài sản dùng để trả tiền bảo dưỡng của dinh thự hoàng gia, và trợ cấp Hoàng gia Du lịch dùng để trả cho chi phí du lịch. Tiền nghị viện cấp cho hoàng gia Anh hàng năm bao gồm hầu hết chi phí, bao gồm các cho tuyển dụng nhân viên, chuyến thăm cấp nhà nước, công việc công cộng, và giải trí chính thức. Kích thước đã được xử lý bằng Quốc hội 10 năm một lần; bất cứ tiền tiết kiệm đã được mang sang đến thời gian 10 năm tiếp theo. Từ năm 2012 cho đến năm 2020, tiền nghị viện cấp cho hoàng gia Anh hàng năm và tiền trợ cấp sẽ là được thay thế bằng trợ cấp tối cao, sẽ được xác lập ở mức 15% của doanh thu tạo ra bởi công ty Crown Estate.
Crown Estate một trong những sở hữu bất động sản lớn nhất ở Vương quốc Anh, với sản của 7.3 tỷ bảng Anh vào năm 2011. Nó được uỷ thác, và không thể được bán hoặc thuộc quyền sở hữu của Vua trong tư cách cá nhân. Hiện nay, lợi nhuận đầu hàng từ Crown Estate đến Bộ Tài chính đã vượt quá tiền nghị viện cấp cho hoàng gia Anh hàng năm và tiền trợ cấp. Ví dụ như, Crown Estate tạo ra 200 triệu bảng Anh trong năm tài chính 2007-8, trong khi báo cáo quốc hội tài trợ cho vua là 40 triệu bảng Anh trong cùng kỳ. Đảng Cộng Hòa ước tính rằng chi phí thực sự của chế độ quân chủ bao gồm an ninh là từ 134-184 triệu bảng Anh năm.
Giống như Crown Estate, đất và tài sản của Công tước xứ Lancaster, danh mục đầu tư bất động sản định giá 383 triệu bảng Anh vào năm 2011, được uỷ thác. Doanh thu của Công tước trực thuộc quỹ riêng của nhà vua, và được sử dụng cho các chi phí không phải phát sinh các khoản tài trợ của quốc hội. Tài sản Công tước xứ Cornwall tương tự giữ uỷ thác chi phí cho con trai trưởng của vua. Bộ sưu tập hoàng tộc, bao gồm tác phẩm nghệ thuật và vương miện của vua, không phải của riêng cá nhân vua và được uỷ thác, như cung điện đang ở tại Vương quốc Anh như là cung điện Buckingham và lâu đài Windsor.
Quân vương phải tuân thủ thuế gián tiếp thu như thuế trị giá gia tăng, và từ năm 1993 Nữ vương đã nộp thuế thu nhập và thuế trên thặng dư vốn trên thu nhập cá nhân. Trợ cấp quốc hội đến Vua không được xem như thu nhập của hoàng gia chỉ xét chi phí chính thức.
Ước tính sự thay đổi của cải của Nữ hoàng, tuỳ theo tài sản thuộc quyền sở hữu của cá nhân Nữ vương hay là uỷ thác cho quốc gia. Tạp chí Forbes ước tính của cải Nữ hoàng khoảng $450 triệu vào năm 2010, nhưng không có số liệu cung cấp chính thức. Vào năm 1993, Huân tước Chamberlain đã nói ước tính 100 triệu bảng Anh là "biến dạng và cường điệu". Jock Colville, cựu thư ký và giám đốc ngân hàng Coutts của nữ hoàng, ước tính tài sản vào năm 1971 là 2 triệu bảng Anh (tương đương với khoảng 25 triệu bảng Anh hiện nay).

## Dinh thự
Nơi ở chính thức của quân vương ở Luân Đôn là cung điện Buckingham. Đó là nơi tổ chức hầu hết quốc yến, lễ phong chức, lễ rửa tội hoàng gia và các nghi thức khác. Nơi ở chính thức khác là Lâu đài Windsor, lâu đài lớn nhất có người ở trên thế giới, được sử dụng chủ yếu vào cuối tuần, Lễ Phục sinh và Royal Ascot, cuộc đua ngựa hàng năm theo mùa. Nơi ở chính thức của quân vương ở Scotland là Cung điện Holyroodhouse ở Edinburgh. Quân vương ở Holyrood ít nhất một tuần mỗi năm, chỉ khi đi thăm cấp nhà nước đến Scotland.
Trước đây, Cung điện Westminster và Tháp Luân Đôn dinh thự chính của quân vương cho đến Henry VIII đã mua Cung điện Whitehall. Whitehall bị phá hủy do hoả hoạn vào năm 1698, dẫn đến chuyển sang Cung điện St.James. Mặc dù thay thế nơi ở chính thức hoàng gia tại Luân Đôn là Buckingham vào năm 1837, nhưng St James vẫn là cung điện cao cấp và vẫn là nơi tổ chức các nghi lễ Hoàng gia. Chẳng hạn như, đại sứ nước ngoài trình quốc thư tại St.James, và Cung điện nơi tổ chức cuộc họp của Hội đồng kế vị. Nó cũng được sử dụng bởi khác thành viên hoàng tộc.
Dinh thự khác bao gồm Dinh Clarence và Cung điện Kensington. Cung điện thuộc về Ngôi vua; được tiến hành uỷ thác cho người cai trị trong tương lai, và không thể được vua bán. Dinh thự Sandringham ở Norfolk và lâu đài Balmoral ở Aberdeenshire thuộc sở hữu cá nhân của Nữ vương.